# 法蘭西的約蘭德
法蘭西的約蘭德（Yolande de France，1434年9月23日—1478年8月23日）是法國國王查理七世與王后安茹的瑪麗的第三個女兒，1452年約蘭德嫁給了薩伏依的阿梅迪奧九世。當阿梅迪奧九世於1472年去世，他們六歲的長子菲利貝托一世繼位，由約蘭德擔任攝政。約蘭德於1478年去世。

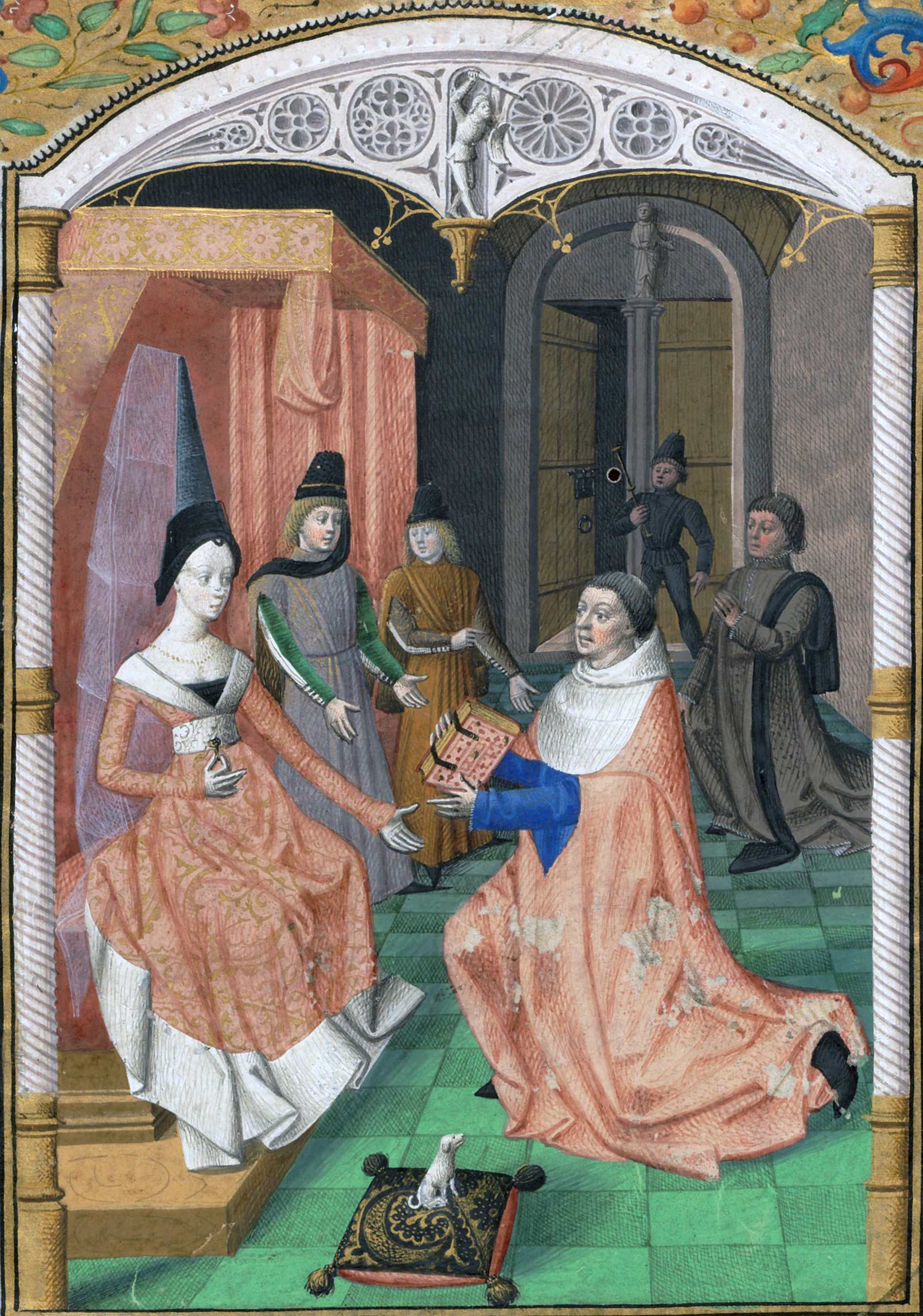
法蘭西的約蘭德